# あんしん
株式会社あんしんは、沖縄県浦添市に本社を置く、沖縄県を中心とする物流事業者。シンバホールディングスの中核企業。

## 沿革
- 1965年2月 - 創業
- 1981年9月1日 - 法人設立（有限会社安信輸送サービス、現在のあんしん）
- 1995年 - 安信輸送サービス株式会社より現商号へ変更
- 2003年 - 安信輸送サービス株式会社を設立、子会社化
- 2004年2月2日 - 各グループ会社の管理機能集約化を目的として、株式会社信羽設立、同社の子会社となる。グループ名称をあんしんグループより、シンバネットワークとする
- 2004年9月 - 浦添市勢理客へ本社移転
- 2007年4月 - 浦添市西洲へ本社移転
- 2008年12月1日 - 主要子会社のトランスポート・サービスがエル・エス・ピーを吸収合併
- 2009年2月 - 浦添市勢理客へ本社移転
- 2009年4月 - 東京支店を東京都港区へ移転
- 2009年6月 - 福岡支店を福岡市博多区に開設
- 2009年9月 - ビバレッジ・フィールドがフレーバリングサポートを吸収合併
- 2010年4月 - 沖縄県観光商工部から、「経営革新計画」企業として認定される
- 2009年10月1日 - 株式会社あんしんが、その子会社のトランスポート・サービス・ビバレッジ・フィールドを吸収合併
- 2020年1月 - 沖縄県に社会人野球クラブチームのシンバネットワークアーマンズベースボールクラブを発足して[2]、日本野球連盟・九州地区連盟に登録

## 関連会社
- シンバホールディングス株式会社
- 沖縄空輸株式会社
- 株式会社車輛館
- 株式会社太平パルタック（2007年3月にパルタックへ事業譲渡、提携解消）
- 株式会社宣伝
- 株式会社オー・シー・オー
- 株式会社ショップス

## 歴代代表取締役
- 会長
  - 安里繁信（現シンバホールディングス社長、シンバネットワーク代表）（2007年4月〜2011年5月30日）[3]。
- 社長
  - 安里信秀（同社相談役）（設立〜2004年2月）
  - 安里繁信（2004年2月〜2007年3月）
  - 安里享英（現同社会長、沖縄空輸社長、宣伝副会長）（2007年4月〜2017年3月）
  - 照屋勝士（2017年4月～）[4]
- 副社長
  - 安里繁信（2003年4月〜2004年2月）
  - 安里享英（2006年9月〜2007年3月）
  - 宮城敏雄（2012年4月〜）[5]
- 専務
  - 安里繁信（200X年〜2003年2月）
  - 安里享英（2005年〜2006年8月）